# Pepê & Neném
Pepê e Neném são uma dupla de cantoras brasileiras formada pelas irmãs gêmeas Potiara da Silva Oliveira e Potiguara da Silva Oliveira (Rio de Janeiro, 6 de julho de 1975). Elas lançaram o primeiro álbum em 1999, o qual obteve um disco de ouro. Com a música Mania de Você, a dupla vendeu 200 mil cópias e se apresentou nos principais programas de televisão do país.

## Carreira

### Pobreza e busca pela fama
As gêmeas Potiara e Potiguara nasceram no Irajá, Zona Norte do Rio de Janeiro, no dia 6 de julho de 1975. A mãe faleceu quando ainda eram bebês. Cresceram em uma família muito humilde, composta por sete filhos. 
Com apenas nove anos de idade, já cantavam em festas de conhecidos e batizados, interpretando sucessos de ídolos como Sandra de Sá e Alcione. Aos 16 anos, fugiram de casa por estarem cansadas da violência física severa do pai, que não queria que elas cantassem e as espancavam com frequência. Tentaram a sorte em Niterói, onde chegaram a morar na rua por três dias e a cantar em portas de lojas em troca de água e um prato de comida, que era dividido pelas duas.
A miséria quase arruinou os planos de uma carreira artística quando Pepê contraiu tuberculose. Internada em um hospital, recebeu alta sem estar totalmente curada. As gêmeas contaram com a ajuda de um tio em São Gonçalo, que as abrigou durante a recuperação de Pepê.
Em 1995, conheceram Sebastião Caruso, primeiro empresário das irmãs e responsável por apresentá-las para a gravadora Virgin. Foi a partir daí que assumiram oficialmente os nomes artísticos, derivados de apelidos dados pela avó das cantoras.

### Sucesso
O disco de estreia das irmãs, chamado apenas Pepê & Neném, chegou ao mercado em 1999 com uma mistura de R&B e funk carioca. A fórmula deu certo: o trabalho vendeu mais de 150 mil cópias, garantindo o primeiro disco de ouro das artistas e rendendo até viagens para os Estados Unidos. Músicas como Mania de Você e Mais Uma Vez frequentaram paradas populares e levaram a dupla aos programas de maior audiência da televisão. Nessas apresentações, faziam uma imitação de Michael Jackson com direito a coreografias e um inglês inventado.
Um ano depois, Pepê e Neném voltaram à mídia com um segundo álbum, Tudo Bem. O trabalho foi conduzido pela música Nada Me Faz Te Esquecer (versão de Wild World, de Cat Stevens), mas vendeu poucas cópias. 

### Retorno à miséria
Em 2001, a dupla voltou a ser destaque no rádio e nas emissoras de TV, mas no centro de uma polêmica. Pepê e Neném alegavam ter sido vítimas de golpes do ex-empresário. Segundo as cantoras, o ex-empresário se aproveitava da ingenuidade das duas e negociava shows a um cachê elevado, mas informava a elas um valor muito inferior. Além disso, ele também agendava a realização de shows e fugia com o pagamento antecipado, prejudicando a imagem da dupla no mercado e na mídia. Por conta dessa situação, elas voltaram ao anonimato e à pobreza, sobrevivendo de trabalhos informais.

### A Fazenda 7
Em 2014, Pepê e Neném participaram do reality show A Fazenda 7 da Rede Record, marcando história no programa como a primeira dupla a competir como um único participante. Durante o programa, elas se envolveram em uma controvérsia com o jornalista Felipeh Campos, que criticou o estilo delas de maneira preconceituosa. A dupla chegou à última semana do reality, sendo eliminadas e terminando em 4º lugar. O vencedor da temporada, DH Silveira, ajudou financeiramente Pepê e Neném após o programa, doando cerca de R$ 30 mil e colaborando em uma música com elas.

## Vida pessoal

### Homossexualidade
Em 2012, durante entrevista à apresentadora Marília Gabriela no programa De Frente com Gabi, Pepê e Neném assumiram publicamente serem homossexuais. Elas declararam que nunca se relacionaram com homens, e Neném contou que se apaixonou por uma menina pela primeira vez aos dez anos de idade. Em 2017, Pepê e Neném demonstraram apoio ao então deputado federal Jair Bolsonaro, e em um vídeo publicado na página oficial de Bolsonaro no Facebook, as cantoras se posicionaram contra a demonstração de afeto em público por parte de casais homossexuais.

### Família e relacionamentos
Em 2015, Neném casou-se com Thaís Baptista em uma cerimônia de R$200 mil com segurança reforçada para evitar a presença de credores. No ano seguinte, Pepê casou-se com Thalyta Santos em um evento de R$300 mil que contou com várias celebridades. Em dezembro de 2016, Thalyta deu à luz gêmeos, Enzo Fabiano e João Gael, concebidos por inseminação artificial.  No mesmo ano, Neném tentou a fertilização in vitro, mas sofreu um aborto espontâneo.
Em 2017, Pepê e Thalyta separaram-se brevemente devido a alegações de infidelidade de Pepê, mas logo reataram. No final de 2017, Neném teve sua primeira filha, Valentina, concebida com o óvulo de sua esposa Thaís.

### Carreira política
Em setembro de 2020, Neném anunciou oficialmente sua candidatura a vereadora em São Paulo pelo PROS. A cantora admitiu não ter muito conhecimento sobre o cargo público, mas disse ter motivação para aprender. Sua principal meta é "fazer o povo parar de sofrer um pouco".

### Religião
Pepê e Thalyta frequentam um terreiro de candomblé. Já Neném e Thaís são espíritas e umbandistas.

## Discografia

### Álbuns
| Álbum               | Detalhes                                                                                     | Vendas      | Certificações |
| ------------------- | -------------------------------------------------------------------------------------------- | ----------- | ------------- |
| Pepê & Neném        | - Lançamento: 15 de abril de 1999 - Formatos: CD, download digital - Gravadora: Virgin       | - : 200.000 | - ABPD: Ouro  |
| Tudo Bem            | - Lançamento: 20 de maio de 2000 - Formatos: CD, download digital - Gravadora: Virgin        | - : 70.000  |               |
| Imprevisível Demais | - Lançamento: 24 de julho de 2010 - Formatos: CD, download digital - Gravadora: Som da Terra |             |               |

### Singles
Como artista principal
| Ano  | Título                  | Melhor posição | Álbum               |
| Ano  | Título                  | BRA            | Álbum               |
| ---- | ----------------------- | -------------- | ------------------- |
| 1999 | "Mania de Você"         | 1              | Pepê & Neném        |
| 1999 | "Mais Uma Vez"          | 19             | Pepê & Neném        |
| 1999 | "Me Apaixonei Por Você" | 32             | Pepê & Neném        |
| 2000 | "Nada Me Faz Esquecer"  | 1              | Tudo Bem            |
| 2000 | "Esperando Pra Te Amar" | 23             | Tudo Bem            |
| 2001 | "Saudade do Seu Amor"   | 83             | Tudo Bem            |
| 2005 | "Palavras de Amor"      | 90             | —                   |
| 2010 | "Imprevisível Demais"   | —              | Imprevisível Demais |
| 2016 | "Só Você Não Vê"        | —              | —                   |

Como artista convidado
| Título                                                | Ano  | Álbum               |
| ----------------------------------------------------- | ---- | ------------------- |
| "Acho Que Me Apaixonei" (Angélica part. Pepê & Neném) | 2000 | Angel Hits & Amigos |
| "Mania de Você" (GP Simplicidade part. Pepê & Neném)  | 2013 | —                   |

## Filmografia
| Ano  | Programa        | Papel                     | Nota        |
| ---- | --------------- | ------------------------- | ----------- |
| 2012 | Astros          | Participantes             | Temporada 2 |
| 2014 | A Fazenda       | Participantes (4.º lugar) | Temporada 7 |
| 2016 | Máquina da Fama | Participantes             |             |
| 2018 | Canta Comigo    | Juradas                   | Temporada 1 |
| 2019 | Parafernalha    | Mickey / Lou              |             |

| Ano  | Programa     | Papel       |
| ---- | ------------ | ----------- |
| 2000 | Xuxa Popstar | Elas mesmas |